# Silbersulfid
Silbersulfid (auch Schwefelsilber, umgangssprachlich „angelaufenes“ oder „oxidiertes“ Silber; Ag2S) ist eine chemische Verbindung aus der Gruppe der Sulfide.

## Vorkommen
Mineralisch kommt Silbersulfid als Akanthit (Silberglanz) sowie als instabile Hochtemperaturmodifikation Argentit vor.

## Gewinnung und Darstellung
Silbersulfid ist ein aus einer chemischen Reaktion von Schwefel und Silber entstandenes Salz.
{\displaystyle {\ce {2 Ag + S -> Ag2S}}}
Man erhält es auch aus Silberlösungen durch Zugabe von Schwefelwasserstoff. Dieses Salz ist in Wasser äußerst schwer löslich.
Silbersulfid lässt sich auch aus Silber und Schwefelwasserstoff gewinnen, sofern die Anwesenheit von Sauerstoff gegeben ist, da die Bildung des schwerlöslichen Sulfids Energie freisetzt und dadurch das verminderte Redoxpotential des Silbers eine Oxidation mit Sauerstoff ermöglicht.
Eine weitere Möglichkeit, Silbersulfid herzustellen, besteht darin, Schwefel auf Silber zu streuen und einige Zeit abzuwarten.
Die Trennung dieses Reinstoffs in seine beiden Elemente erfolgt, indem er z. B. in einem Reagenzglas ständig erhitzt wird. Alternativ lässt sich Silbersulfid zerlegen, indem man es im Muffelofen in einem Schmelztiegel auf ca. 1000 °C erhitzt. Hierbei verdampft und verbrennt der Schwefel, während geschmolzenes Silber zurückbleibt. Es entsteht beim Recycling von Silberabfällen in Chemielaboren: Aus Silbersalzlösungen wird Silbersulfid durch Natriumsulfidlösung im salpetersauren Milieu ausgefällt.
Silbersulfid kann von Silberbesteck oder anderen silbernen oder versilberten Gegenständen im Rahmen der Silberpflege abrasiv oder oberflächenschonender durch Reduktion entfernt werden. So kann die Deckschicht in einer heißen Soda- oder Kochsalzlösung, in die ein Stück Alufolie gelegt wird, wieder reduziert und so das Anlaufen wieder rückgängig gemacht werden (wegen eventuell starker Geruchsbelastung – Schwefelwasserstoff riecht nach verrottenden Eiern – besser bei guter Durchlüftung durchführen).

## Eigenschaften
Silbersulfid ist ein schwarzer Feststoff. Es ist löslich in einer KCN-Lösung (Kaliumcyanid) sowie in konzentrierter Salpetersäure und unlöslich in wässrigem Ammoniak. Es tritt in zwei Modifikationen auf. Einer mit monoklinen Kristallstruktur und der Raumgruppe P21/n (Raumgruppen-Nr. 14, Stellung 2), a = 4,23, b = 6,91, c = 7,87 Å, β = 99°35 sowie einer mit kubischer Kristallstruktur mit der Raumgruppe Im3m (Nr. 229), a = 4,865 Å, 177 °C. Die Bildungsenthalpie beträgt −31,8 kJ/mol.
Silbersulfid ist ein elektrischer Nichtleiter. Dies stellt ein Problem beim Einsatz des sehr gut leitenden Silbers in der Elektronik als Kontaktwerkstoff dar, da daraus hergestellte oder damit beschichtete Kontakte und Lötanschlüsse durch Schwefelverbindungen der Umgebung unbrauchbar werden.